# Wingersheim
 Wingersheim (en alsacià Wíngersche) és un antic municipi i actual municipi delegat francès, situat a la regió del Gran Est, al departament del Baix Rin. L'any 1999 tenia 1.105 habitants.
A finals del 2015 es va unir als municipis de Hohatzenheim, Mittelhausen i Gingsheim per crear el nou municipi de Wingersheim les Quatre Bans.

## Demografia
| 1962 | 1968 | 1975 | 1982 | 1990  | 1999  |
| ---- | ---- | ---- | ---- | ----- | ----- |
| 845  | 852  | 829  | 873  | 1.012 | 1.046 |

## Administració
| Període    | Identitat       | Partit |
| ---------- | --------------- | ------ |
| 1934-1942  | Adolphe Pfister |        |
| 1942-1971  | Ernest Bieth    |        |
| 1971-1995  | Jean-Paul Bieth |        |
| 1995-2005- | Bernard Freund  |        |